# Michael Tebbutt
Michael Tebbutt (ur. 22 grudnia 1970 w Sydney) – australijski tenisista.

## Kariera tenisowa
Jako zawodowy tenisista Tebbutt występował w latach 1993–2004.
Sukcesy odnosił głównie grze podwójnej, w której osiągnął 6 finałów ATP World Tour, z których w 2 zwyciężył.
W rankingu gry pojedynczej Tebbutt najwyżej był na 87. miejscu (3 kwietnia 1995), a w klasyfikacji gry podwójnej na 28. pozycji (22 lipca 1996).

### Finały w turniejach ATP World Tour
| Legenda                                      |
| -------------------------------------------- |
| Wielki Szlem                                 |
| Igrzyska olimpijskie                         |
| Tennis Masters Cup / ATP Finals              |
| ATP Masters Series / ATP Tour Masters 1000   |
| ATP International Series Gold / ATP Tour 500 |
| ATP International Series / ATP Tour 250      |

#### Gra podwójna (2–4)
| Końcowy wynik | Nr | Data             | Turniej      | Nawierzchnia    | Partner          | Przeciwnicy                    | Wynik finału  |
| ------------- | -- | ---------------- | ------------ | --------------- | ---------------- | ------------------------------ | ------------- |
| Finalista     | 1. | 4 lutego 1996    | Szanghaj     | Dywanowa (hala) | Jim Grabb        | Mark Knowles Roger Smith       | 6:4, 2:6, 6:7 |
| Finalista     | 2. | 17 marca 1996    | Indian Wells | Twarda          | Brian MacPhie    | Todd Woodbridge Mark Woodforde | 6:1, 2:6, 2:6 |
| Finalista     | 3. | 14 lipca 1996    | Newport      | Trawiasta       | Paul Kilderry    | Marius Barnard Piet Norval     | 7:6, 4:6, 4:6 |
| Zwycięzca     | 1. | 17 sierpnia 1997 | Indianapolis | Twarda          | Mikael Tillström | Jonas Björkman Nicklas Kulti   | 6:3, 6:2      |
| Zwycięzca     | 2. | 8 marca 1998     | Scottsdale   | Twarda          | Cyril Suk        | Kent Kinnear David Wheaton     | 4:6, 6:1, 7:6 |
| Finalista     | 4. | 26 kwietnia 1998 | Orlando      | Ceglana         | Mikael Tillström | Grant Stafford Kevin Ullyett   | 6:4, 4:6, 5:7 |